# Kychtym
Kychtym (en russe : Кыштым) est une ville de l'oblast de Tcheliabinsk, en Russie. Sa population s'élevait à 36 045 habitants en 2021.

## Géographie
Kychtym est située sur le versant oriental de l'Oural, à 90 km au nord-ouest de Tcheliabinsk, près de la ville d'Oziorsk.

## Histoire

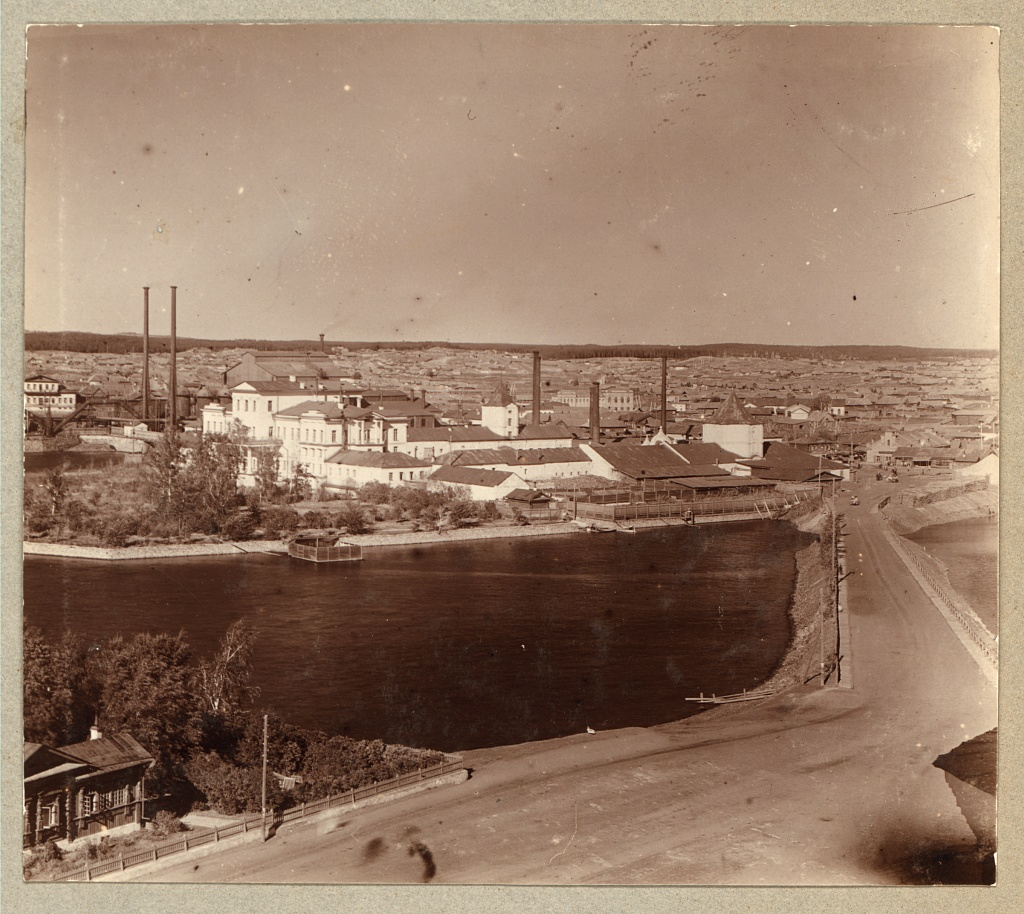
Kychtym avec l'usine et la maison de maître, vers 1905.

Les usines de Kychtym-Supérieur et de Kychtym-Inférieur ont été construites par l'un des représentants de la dynastie Demidov : Nikita Nikititch Demidov en 1755. Tout d'abord, la construction de la fonderie de fer de Kychtym-Supérieur (Verkhnekychtym) a commencé, puis celle des forges de Kychtym-Inférieur (Nijnekychtym). L'année de fondation de Kychtym est considérée comme étant l'année 1757, lorsque ces usines ont été lancées. Au départ, il s'agissait de deux villages de colons à quelques kilomètres l'un de l'autre. Comme de nombreuses colonies minières, elles portaient le même nom que les entreprises elles-mêmes.
Kychtym accéda au statut de commune urbaine en 1926 puis à celui de ville en 1934. Kychtym se trouve près de la ville fermée de Tcheliabinsk-40 et du complexe nucléaire Maïak.
Le 29 septembre 1957 à 16 h 25, se produisit ce qui allait être connu comme la catastrophe de Kychtym. Des nitrates et des acétates montèrent en température au fond d'une cuve de déchets hautement radioactifs provoquant une violente explosion. L'explosion, provoquée par un défaut du système de refroidissement du réservoir, contamina gravement toute la région.
La région comptait 270 000 habitants et une évacuation de masse fut organisée. Quelque 800 km2 de terres devinrent inutilisables ; environ 82 % de cette zone ont depuis été rouverts à l'exploitation forestière et à l'agriculture. La catastrophe de Kychtym a été complètement étouffée par les autorités soviétiques jusqu'à ce qu'en 1976, le biologiste soviétique Jaurès Medvedev, réfugié à Londres, en révèle l'existence. Le gouvernement soviétique n'a reconnu l'accident qu'en 1989.

## Population
Recensements (*) ou estimations de la population
| 1926*  | 1939*  | 1959*  | 1970*  | 1979*  |
| ------ | ------ | ------ | ------ | ------ |
| 15 973 | 27 790 | 34 302 | 36 096 | 39 830 |

| 1989*  | 2002*  | 2010*  | 2012   | 2013   |
| ------ | ------ | ------ | ------ | ------ |
| 42 852 | 41 929 | 38 942 | 38 732 | 38 604 |

| 2016   | 2019   | 2021   | - | - |
| ------ | ------ | ------ | - | - |
| 37 809 | 36 414 | 36 045 | - | - |